# Савіно (Польща)
Савіно (пол. Sawino) — село в Польщі, у гміні Тикоцин Білостоцького повіту Підляського воєводства.
Населення — 288 осіб (2011).
У 1975-1998 роках село належало до Білостоцького воєводства.

## Демографія
Демографічна структура станом на 31 березня 2011 року:
|          | Загалом | Допрацездатний вік | Працездатний вік | Постпрацездатний вік |
| -------- | ------- | ------------------ | ---------------- | -------------------- |
| Чоловіки | 147     | 26                 | 93               | 28                   |
| Жінки    | 141     | 35                 | 72               | 34                   |
| Разом    | 288     | 61                 | 165              | 62                   |